# Never Surrender (2 Unlimited-dal)
A Never Surrender a holland 2 Unlimited duó 3. kimásolt, és egyben utolsó kislemeze a II című albumról.

## Fogadtatás és megjelenés
A dal az Eurochart Hot 100-as listán a 40. helyig jutott, míg Spanyolországban 5., Belgiumban a 23. helyig jutott. A dal az Egyesült Királyságban nem jelent meg.

## Megjelenések
12"  Belgium Byte Records – BY 059811-12
- A1	Never Surrender (Perpetual Motion Remix) 8:01 Remix – Perpetual Motion
- A2	Never Surrender (Milk Inc. Remix) 5:26 Remix – Milk Inc.
- B1	Never Surrender (Unlimited Mix)	6:51
- B2	Never Surrender (Unlimited Dub Mix) 4:46
- B3	Never Surrender (AJ Duncan's Wild Side Remix) 6:40 Remix – AJ Duncan

## Slágerlista
| Slágerlista (1998–1999)    | Legjobb helyezés |
| -------------------------- | ---------------- |
| Australia (ARIA)           | 121              |
| Belgian Singles Chart      | 23               |
| Dutch Singles Chart        | 59               |
| Europe (Eurochart Hot 100) | 40               |
| Spanish Singles Chart      | 5                |